# Fietssnelweg F37
Fietssnelweg F37 is een fietssnelweg die befietsbaar is tussen Ieper en Aarsele (Tielt), en gepland is om verder te lopen tot Deinze.. Het traject loopt voor delen langs gewestwegen N37 en N35 en richt zich vooral op de functionele fietser.

## Deeltrajecten

### Stroroute
De Stroroute is het pad tussen Zonnebeke en Roeselare dat de voormalige Spoorlijn 64 zo'n 10 km lang volgt. Het was al een van de groene assen (gemengd fietspad) in het beheer van de provincie West-Vlaanderen. Die plant de Stroroute vanaf 2025 in te richten als fietssnelweg: verbreden tot 3 meter, meer verlichting en waar mogelijk krijgt de fietssnelweg voorrang op lokale wegen, waar dat voorheen nergens het geval was.

### Roeselare - Tielt
De F37 is genoemd naar gewestweg N37, die hij volgt tussen Roeselare en Ardooie (later tot in Tielt).

### Tielt - Deinze
Tussen Tielt en Aarsele loopt de fietssnelweg langs de N35. Vanaf Aarsele zal de fietssnelweg in de toekomst naast Spoorlijn 73 tot in Deinze lopen, met aansluiting op F7 (Gent – Kortrijk).

#### Lorenzobrug
De Lorenzobrug is de historische spoorwegbrug, een Vierendeelbrug over de Oude Leiearm op de grens tussen Grammene en Machelen (Zulte). Er loopt een pad over voor voetgangers en fietsers.

#### Lucien Buyssebrug
De Lucien Buyssebrug is de fietsbrug van fietssnelweg F37 die door Infrabel rond 2018 bevestigd is aan de spoorwegbrug over de Leie, op de grens tussen Machelen (Zulte) en Deinze. De brug is genoemd naar wielrenner Lucien Buysse, van wie er ook een muurschildering gemaakt is op het westelijk bruggenhoofd.

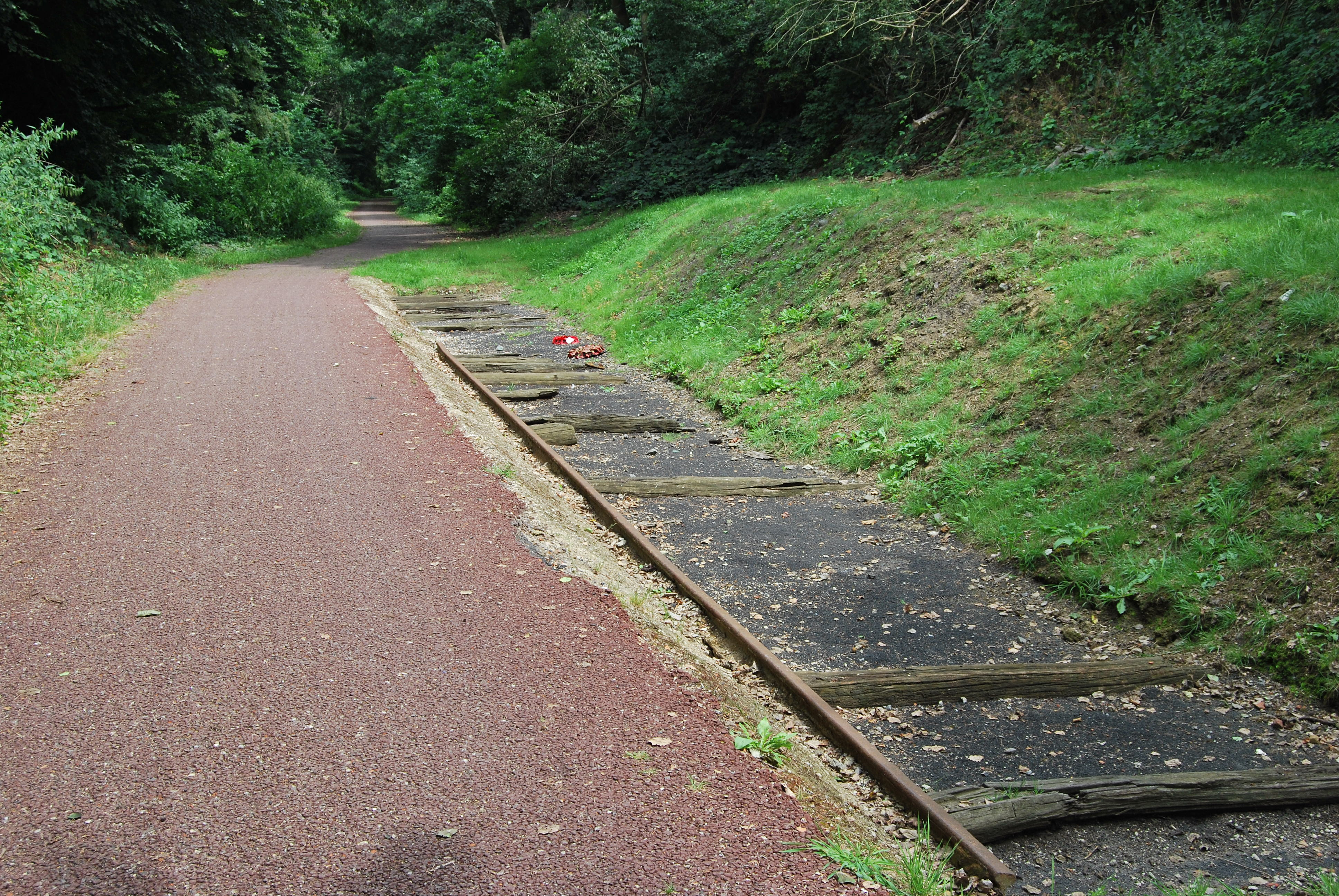
Laatste restanten van de spoorlijn op de Keerselaarshoek nabij Tyne Cot Cemetery in Passendale.